# Joachim Müncheberg
Joachim Müncheberg (18. prosince 1918, Friedrichsdorf, Pruské království – 23. března 1943, Maknassy, Tunisko) byl stíhacím esem německé Luftwaffe za druhé světové války. Ve více než 500 bojových misí dosáhl 135 potvrzených sestřelů nepřátelských letadel. Většiny sestřelů dosáhl v bojích nad západní Evropou, 33 sestřelů dosáhl na východní frontě. Ze všech jeho vzdušných vítězství se ve 46 případech jednalo o sestřelení britských stíhaček Supermarine Spitfire. Müncheberg, který dosáhl hodnosti majora, byl za své úspěchy byl vyznamenán Rytířským křížem Železného kříže a italskou medailí Medaglia d'oro al Valore Militare.

## Vyznamenání
- Rytířský kříž, I. třída (10.05.1940)
- Rytířský kříž Železného kříže (14.09.1940)
- Rytířský kříž Železného kříže, s dubovou ratolestí, 12. držitel (07.05.1941)
- Rytířský kříž Železného kříže, s dubovou ratolesti a meči, 19. držitel (09.09.1942)
- Rytířský kříž, II. třída (17.09.1945)
- Medaile za vojenskou statečnost[1], stříbrná (1941) (Itálie)
- Německý kříž , ve zlatě (05. 06. 1942)
- Frontová letecká spona[2], stíhací piloti, ve zlatě s přívěskem za 400 letů
- Společný odznak pro piloty a pozorovatele[3]